# 周春来
周春来（1954年8月—），男，汉族，江苏灌南人，中华人民共和国政治人物，曾任西藏自治区人民政府党组成员、秘书长、办公厅党组书记，西藏自治区人大常委会副主任。